# Silent Hunter 4: Wolves of the Pacific
Silent Hunter 4: Wolves of the Pacific (tạm dịch: Thợ săn thầm lặng: Những con sói Thái Bình Dương) là một trò chơi điện tử mô phỏng điều khiển tàu ngầm dành cho hệ điều hành Windows do công ty Ubisoft Romania phát triển và đã được công ty Ubisoft phát hành vào năm 2007. Trò chơi lấy bối cảnh tại mặt trận Thái Bình Dương trong chiến tranh thế giới thứ hai đưa người chơi vào vai thuyền trưởng của một chiếc tàu ngầm trong lực lượng hải quân Hoa Kỳ và thực hiện các nhiệm vụ như tuần tra, giao tiếp tế, đánh chìm mục tiêu...

## Thiết lập giao diện
Sử dụng giao diện hình ảnh 3D mô tả mọi môi trường trong trò chơi từ khoang lái tàu ngầm cho đến môi trường biển bên ngoài. Trò chơi hoạt động khá ổn định dù có một vài lỗi nhỏ, nó cho người chơi trải nghiệm việc lái các loại tàu ngầm của Hoa Kỳ trong chiến tranh thế giới thứ hai cùng hệ thống chiến đấu khá thật với việc điều phối thủy thủ trên tàu, dò tìm mục tiêu với bộ phận khuyết đại âm thanh, bộ phận sóng âm, radar, ngư lôi, kính tiềm vọng và đặc biệt người chơi sẽ phải tính toán đường đi của ngư lôi và đường đi của mục tiêu để có thể bắn trúng.

## Các loại tàu ngầm
Các loại tàu ngầm mà người chơi có thể điều khiển là:
- Tàu ngầm lớp S Hoa Kỳ
- Tàu ngầm lớp Porpoise
- Tàu ngầm lớp Salmon
- Tàu ngầm lớp Sargo
- Tàu ngầm lớp Tambor
- Tàu ngầm lớp Gato
- Tàu ngầm lớp Balao
- Tàu ngầm Kiểu 9 (bản mở rộng)